# Volo Avianca 4
Il volo Avianca 4 era un volo di linea della Avianca con decollo dall'aeroporto di Cartagena e destinazione l'aeroporto di Bogotà. Il 14 gennaio 1966, il Douglas C-54 che operava il volo precipitò in mare subito dopo il decollo. Persero la vita 56 delle 64 persone a bordo.

## L'aereo
Il velivolo coinvolto nell'incidente era un Douglas C-54B con numero di registrazione HK-730 e S/N 18325. Il velivolo venne costruito nel 1944 e impiegato nella United States Army Air Forces (43-17125) come aereo cargo. Nel 1948 passò alla Pan American (N58018) dove rimase fino al 1958 quando venne acquisito dalla Avianca e convertito in aereo passeggeri.
Al momento dell'incidente aveva accumulato un totale di 42 270 ore di volo.

## L'incidente
Alle 20:50 del 14 gennaio 1966 il DC-4 venne autorizzato dalla torre di controllo dell'aeroporto di Cartagena a decollare dalla pista 36. La corsa di decollo e la rotazione avvennero come di consueto. Il Douglas non riuscì però a prendere sufficiente quota e sorvolò la fine della pista a soli 20 metri. Successivamente iniziò a scendere fino a impattare contro la superficie del mare a 1300 metri dalla fine della pista 36.

## Le indagini
Per accertare le cause del disastro venne nominata una inchiesta presieduta dalla Colombian Civil Aviation Administration (CCAA). Gli investigatori, grazie all'analisi dei rottami, poterono ricostruire la dinamica dell'incidente. Subito dopo il decollo, quando il primo ufficiale aveva spostato la leva del carrello verso l'alto, a causa di un errore di manutenzione il carrello principale sinistro rientrò ruotato di 180° incastrandosi. Il contatto tra il carrello e la fusoliera provocò la rottura dei tubi idraulici e l'accensione in cabina di un falso allarme incendio al motore. L'equipaggio, disorientato degli eventi, perse il contatto con gli strumenti e non fu in grado di recuperare un inviluppo di volo sicuro.
Non venne rilevata alcuna anomalia né all'apparato propulsivo né alle eliche.